# 봉학역
봉학역(鳳鶴驛)은 조선민주주의인민공화국 평안남도 평성시 봉학동에 위치한 평라선의 역이다. 집중화물역, 세멘트짐함취급역, 비료짐함취급역이자 만능짐함수송역이다.

## 연혁
- 1928년 10월 15일: 평원선 사인장 - 순천 간 개통과 함께 영업 개시[2]
- 일자 불명: 평라선으로 편입